# 卡瓜
卡瓜（西班牙語發音：[ˈkaɣwa]）是委內瑞拉的城市，由阿拉瓜州負責管轄，位於該國北部，距離首府馬拉凱14公里，始建於1620年，面積40平方公里，海拔高度458米，2001年人口107,932。
“卡瓜”（Cagua）这个地名来自库马纳戈托语的“Cahigua”，意为“蜗牛”。住在当地的原住民认为阿拉瓜河沿岸曾有许多蜗牛。